# オーストリア国家条約
オーストリア国家条約 (オーストリアこっかじょうやく、ドイツ語:  Österreichischer Staatsvertrag）、もしくはオーストリア独立条約は、オーストリアを主権国家として再建する条約である。
1955年5月15日に、ウィーンのベルヴェデーレ宮殿で、連合国（フランス・イギリス・アメリカ合衆国・ソ連）とオーストリアが調印し、同年7月27日に発効した。
正式名称は「独立、民主主義のオーストリア再建の国家条約」（ドイツ語: Staatsvertrag betreffend die Wiederherstellung eines unabhängigen und demokratischen Österreich, unterzeichnet in Wien am 15. Mai）。

## 詳細
自由で、主権を持つ民主国家オーストリアを再建する条約である。1943年10月30日のモスクワ宣言を前提にしている。

### 調印者
- 連合軍外務大臣
  - ヴャチェスラフ・モロトフ（ソ連）
  - ジョン・フォスター・ダレス（アメリカ合衆国）
  - ハロルド・マクミラン（イギリス）
  - アントワーヌ・ピネー（フランス）
- 占領国高等弁務官
  - イワン・イリイチェフ（ソ連）
  - ジェフリー・ウォリンジャー（英語版）（イギリス）
  - ルウェリン・トンプソン（英語版）（アメリカ合衆国）
  - ロジェ・ラルエット（英語版）（フランス）
- オーストリア外務大臣
  - レオポルド・フィグル（英語版）

### 条約の9項目
- 序文
- 政治・領域
- 軍事・航空
- 賠償
- 所有権・法律・利子
- 経済関係
- 紛争の規則
- 経済規定
- 最終規定

## 発展
戦後の最初の政府が条約を締結しようとしたが、連合国がドイツとの平和条約を優先したために失敗した。冷戦の開始によって条約は遠のいた。この頃、復活したユーゴスラビア社会主義連邦共和国がケルンテン州を割譲するよう要求したが、オーストリアはこれを退けた。しかし、1919年にイタリアがオーストリア＝ハンガリー帝国から奪った南ティロルを取り戻すことは出来なかった。その後1953年にスターリンが亡くなったことで交渉の雰囲気が高まり、1955年2月にはソ連のモロトフ外務大臣との会談を果たした。

## 条約の重要項目
オーストリア国家の一般項目に加えて、少数派のスロベニア人やクロアチア人の権利についても詳細が定められた。1938年に実行したアンシュルス（政治的統合）を新ドイツと行うことは禁止された。ナチズムやファシズムの組織も禁止された。
さらに、条約締結後は永世中立国になることを宣言すると約束した。ソ連はこの宣言をもって、オーストリアがNATOに加盟しないことを望んだ。この中立宣言は条約の原文には入らなかったが、全ての占領軍が撤兵した1955年10月26日に、議会が宣言した。

## 結果
条約締結を受けて、連合国占領軍は1955年10月25日にオーストリアから撤退した。それ以降、10月26日は「国旗の日」としてオーストリアで祝われ、1965年以降は建国記念日になった。